# Little Rope
Little Rope è l'undicesimo album in studio del gruppo musicale statunitense Sleater-Kinney, pubblicato nel 2024.

## Tracce
Testi e musiche di Carrie Brownstein e Corin Tucker.
1. Hell – 3:14
2. Needlessly Wild – 2:51
3. Say It Like You Mean It – 3:44
4. Hunt You Down – 3:32
5. Small Finds – 3:07
6. Don't Feel Right – 3:50
7. Six Mistakes – 3:08
8. Crusader – 3:37
9. Dress Yourself – 3:28
10. Untidy Creature – 3:28

## Formazione
- Carrie Brownstein – voce, chitarra
- Corin Tucker – voce, chitarra

Collaboratori
- Angie Boylan – batteria, percussioni
- Galen Clark – tastiera, sintetizzatore
- Dave Depper – chitarra, tastiera
- John Congleton – produzione, missaggio, ingegneria
- Bernie Grundman – mastering
- Cole Halvorsen – ingegneria